# Маргетичи (община Соколац)
Маргетичи (на сръбски: Маргетићи) е село в Босна и Херцеговина, разположено в община Соколац, в ентитета на Република Сръбска. Намира се на 1032 метра надморска височина. Населението му според преброяването през 2013 г. е 98 души, от тях: 97 (98,97 %) сърби, 1 (1,02 %) неизвестен.

## Население
Численост на населението според преброяванията през годините:
- 1961 – 223 души
- 1971 – 176 души
- 1981 – 138 души
- 1991 – 121 души
- 2013 – 98 души